# 웨스트오브
웨스트오브는 호원대학교 실용음악과 학생들로 구성된 대한민국의 음악 그룹이다. 2022년 싱글 [강릉]으로 데뷔했다.

## 음반
- 강릉 (2022)
- 내가 세상을 떠난다면 (2022)
- Dear my bluebird (2023)